# یوجی نومی
یوجی نومی (انگلیسی: Yuji Nomi; ۱۹ ژوئیهٔ ۱۹۵۸ – ) آهنگساز اهل ژاپن بود.